# Стриптиз от зомби
«Стриптиз от зомби» (англ. Zombie Strippers!) — зомби-комедия, снятая в стиле трэш, автором сценария, оператором и режиссёром которого является Джей Ли. Главные звёзды фильма Роберт Инглунд и Дженна Джеймсон. Основывается на постановке французского театра абсурда.
Премьера фильма состоялась 18 апреля 2008 года.

## Сюжет
Недалёкое будущее. Президент США Джордж Буш выбран на четвёртый срок. Вице-президентом является Арнольд Шварценеггер. Честность выборов подтверждена главным судьёй страны Джоанной Буш. Первым законом после избрания становится полный запрет на публичное обнажение.
Тем временем американские войска продолжают воевать по всему миру: в Ираке, Афганистане, Сирии, Иране, Ливане, Ливии, Пакистане, Венесуэле, Франции, Канаде и независимой Аляске. Солдат не хватает и правительство начинает секретные разработки в исследовательской лаборатории в Небраске по созданию вируса, способного воскрешать мёртвых солдат и позволять им снова воевать. Зомби-вирус создан, но нестабилен и постоянно мутирует. Мужчины, поражённые им превращаются в безмозглых зомби, желающих только кого-нибудь сожрать, а женщины — вполне сохраняют свои прижизненные цели и устремления, способны говорить и мыслить. Однако вирус выходит из под контроля, персонал лаборатории заражён. На ликвидацию группировки зомби отправляется отряд спецназа. Однако одного из бойцов, новичка Берда Флю, кусает недобитый зомби. Испугавшись ликвидации, тот сбегает и прячется в подпольном ночном клубе «Рино», владельцем которого является Ян Эсско (Роберт Инглунд), где впоследствии и умирает.
В клуб приходит новая стриптизёрша Джесси (Дженнифер Холлэнд), которая хочет заработать денег на операцию для любимой бабушки. Однако она ни разу не танцевала обнажённой и её знакомят с главной звездой клуба стриптизёршей-интеллектуалкой Кэт (Дженна Джеймсон). Та выходит на сцену, чтобы показать, как нужно танцевать, тут на неё бросается воскресший Берд Флю и перегрызает ей горло. Ян настолько поражён убытками, которые ему принесёт гибель его лучшей танцовщицы, что не задумываясь отправляет её на сцену, как только она воскресает, несмотря на всю необычность подобной ситуации.
Оказывается, что Кэт в виде зомби танцует даже лучше, чем живая. Публика в восторге, деньги текут рекой (ведь зомби деньги не нужны). Остальные танцовщицы обнаруживают, что они теряют своих поклонников, потому что посетители предпочитают мёртвую Кэт всем остальным живым девушкам. Одна за другой они становятся зомби, некоторые с целью составить конкуренцию Кэт, некоторые просто из любопытства.
Ян настолько доволен всё увеличивающейся прибылью, что не обращает внимания на такие досадные мелочи, как то, что его зомби-стриптизёрши в ходе приватных танцев убивают и пожирают своих клиентов. Новоприобретённых зомби-мужчин просто запирают в специальной клетке в подвале. Однако они вырываются на свободу и начинают пожирать всё живое в клубе. На фоне кровавой оргии главные звёзды клуба устраивают разборки и жалеют, что нельзя воскресить соперницу, просто для того, чтобы снова её убить. В битве за превосходство они сражаются самыми разными способами, в том числе Кэт обстреливает соперницу шариками для пинг-понга и биллиардными шарами, выкидывая их из влагалища.
Число живых в клубе стремительно тает, однако вновь появляется отряд спецназа, который уничтожает всех зомби. Однако один из выживших, учёный из научной лаборатории, рассказывает бойцам, что всё это задумка правительства Буша. Раз уж вирус не удаётся использовать в бою, так пусть он отвлечёт население от обстановки на фронтах и экономической ситуации в стране. Вся утечка из лаборатории была заранее спланирована и организована властями.

## В ролях

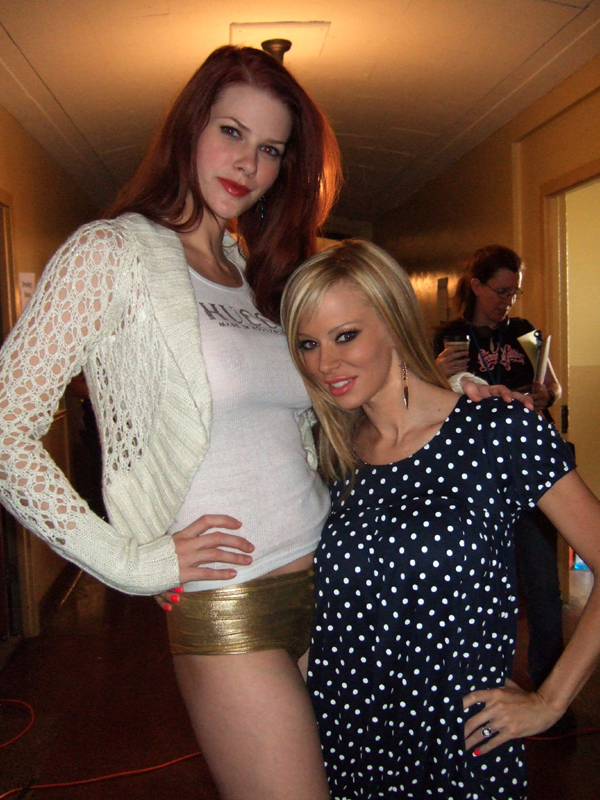
Пенни Дрейк и Дженна Джеймсон на презентации фильма

- Дженна Джеймсон — Кэт
- Роберт Инглунд — Ян
- Рокси Сэйнт — Лили
- Джои Медина — Пако
- Шэймрон Мур — Джанин
- Пенни Дрейк — Сокс
- Дженнифер Холлэнд — Джесси
- Джон Хоукс — Дэвис
- Кармит Левит — Мадам Блаватская
- Зак Килберг — Берд Флю

## Критика
Критика крайне отрицательно отозвалась о фильме, обращая внимание на его незрелищность.
На сайте IMDB фильм также получил крайне низкий рейтинг в 4,1 балла (на март 2021 года)

## Награды
Golden Trailer Award:
- 2008: Номинация в категории Трэш-трейлер